# Klárus z Vienne
Svatý Klárus (? – 660, Vienne) byl opatem kláštera St-Marcel ve Vienne.

## Život
Narodil se v dnešním Saint-Clair-du-Rhône. Byl mnichem v klášteře v St-Ferreol. Stal se opatem kláštera St-Marcel ve Vienne a zemřel roku 660.

## Úcta
Jeho kult je stále živý ve starobylé provincii Vienne, zejména na území Dauphiné, kde se nachází deset farností, tři města a budovy pojmenované po něm.
Byl oblíbeným představeným kláštera svaté Blandíny, kam vstoupila jeho sestra i matka.
Jeho ostatky jsou uctívány v kostele v Aix-les-Bains. V diecézích Annecy, Chambéry, Grenoble a Lyon se jeho svátek slaví 2. ledna.
Katolická církev si jeho památku připomíná 1. ledna.
Kult svatého Klára byl potvrzen roku 1903, papežem sv. Piem X.